# 歐洲冠軍聯賽主題曲
欧洲冠军联赛主题曲，官方简称《冠军联赛》，于1992年由英國作曲家托尼·布里登（Tony Britten）根据亨德尔所创作的英国国王加冕颂歌《牧师扎多克》（Zadok the Priest）修改，创作而成，使用英语、法语、德语这三种欧冠的官方语言。歌曲由皇家愛樂樂團演奏，圣马丁室内乐团合唱团演唱。
英语、德语、法语短句、和（“伟大的比赛、冠军、队伍”）在这首歌中不断重复，使得歌曲激昂、庄严且有气势。欧洲足球协会规定，每个比赛日的比赛前3分钟，必须在现场播放《冠军联赛》。

## 概要
- 曲名：《欧洲冠军联赛主题曲》（UEFA Champions League Anthem）
  - 简称：《冠军联赛》（Champions League）
  - 作曲：英国作曲家托尼·布里登（Tony Britten）
  - 时间：1992年
  - 合唱：圣马丁室内乐团合唱团（The Academy of St. Martin in the Fields Chorus）
  - 演奏：皇家愛樂樂團（The Royal Philharmonic Orchestra）
- 原曲：《牧师扎多克》Zadok the Priest（From "Coronation Anthems"），圣咏风格
  - 作曲：18世纪巴洛克时期作曲家亨德尔（英，德国出生，1685年-1759年）
  - 时间：1727年

## 歌词
| Ce sont les meilleures équipes Sie sind die allerbesten Mannschaften The main event Die Meister Die Besten Les Grandes Équipes The Champions Une grande réunion Eine große sportliche Veranstaltung The main event Ils sont les meilleurs Sie sind die Besten These are the champions Chorus (2x): Die Meister Die Besten Les Grandes Équipes The Champions | (法) 他们是最好的球队 (德) 他们是極致的球队 (英) 最重要的赛事 (德) 冠军们 (德) 最好的球队 (法) 伟大的球队 (英) 冠军们 (法) 一个盛大的聚会 (德) 一个伟大的体育赛事 (英) 最重要的赛事 (法) 他们是最好的 (德) 他们是最好的 (英) 他们是冠军 合唱 (2x): (德) 冠军们 (德) 最好的球队 (法) 伟大的球队 (英) 冠军们 |  |